# 奥鐘山
奥鐘山（おくかねやま、おくがねやま）は、富山県黒部市の飛騨山脈（北アルプス）・後立山連峰に位置する標高1,543 mの山。
山体は西側が黒部峡谷右岸に面しており、「黒部峡谷附猿飛ならびに奥鐘山」として国の特別天然記念物（天然保護区域）および特別名勝に指定されている。

## 解説
後立山連峰の唐松岳から続く尾根上にあり、尾根末端の西壁は幅1 km・高さ800 mという日本屈指の岩壁となって黒部川に落ち込んでいる。その山容は黒部川対岸を通る水平歩道から望むことができる。西壁はクライマーの間で「黒部の怪人」の異名で呼ばれ、黒部別山大タテガビン南東壁（「黒部の魔人」）・丸山東壁（「黒部の巨人」）とともに黒部三大岩壁に数えられる。
1938年12月27日未明に仙人谷ダムの建設作業員宿舎を泡雪崩が襲った事故では、奥鐘山がその現場の一つとなった。黒部川対岸の志合谷に置かれていた宿舎を泡雪崩が直撃し、84名の死者を出す惨事となったが、およそ2か月後になってようやく発見された宿舎の残骸および犠牲者の遺体の位置から、泡雪崩の衝撃を受けた宿舎の3・4階部分がそのままの形で宙を飛んで黒部川を越え、直線距離で600 m離れた奥鐘山の岩壁に激突したと推測された。
1960年、紫岳会が西壁の初登攀を果たして以降は、多くのクライマーが集まるクライミングの名所となっている。

## 山名の由来
黒部川の下流方向に位置する鐘釣温泉の左岸に西鐘釣山、同じく右岸に東鐘釣山があり、両山とも釣鐘を伏せたような形であることから、その奥に位置している同じく釣鐘状の山ということで「奥鐘山」の名が付けられたと推測されている。

## 登山
山頂まで達する登山道はない。山頂東側の尾根に取り付く箇所までは祖母谷温泉から唐松岳方面への道を利用できるが、尾根に入ってからは山頂まで藪漕ぎすることになる。
西壁を登攀する場合は、黒部峡谷鉄道欅平駅から黒部川を遡行し、2時間ほどで岩壁の基部に達する。紫岳会、中央ルンゼ、京都など数十本の登攀ルートが存在するが、多くがRCC IIグレードで5級または最上級の難度にあたる6級のルートである。

## 周辺の山小屋
- 祖母谷温泉小屋 - 山頂から約1.4 km
- 餓鬼山避難小屋 - 同約2.9 km, 唐松岳への登山道上にある。
- 阿曽原温泉小屋 - 同約3.5 km, 水平歩道上にある。